# 500 Milhas de Indianápolis de 2023
A 107ª edição das 500 Milhas de Indianápolis (creditada oficialmente como "107th Running of the Indianapolis 500 presented by Gainbridge") foi a sexta etapa do calendário de corridas da temporada de 2023 da IndyCar Series, disputada no dia 28 de maio no Indianapolis Motor Speedway, localizado na cidade de Speedway, em Indiana. O hino nacional norte-americano foi interpretado pela cantora Jewel, enquanto "Back Home Again In Indiana" ficou novamente por conta do tenor Jim Cornelison.
Pela quarta vez consecutiva, a ordem de largada foi dada por Roger Penske. O pace-car foi um Chevrolet Corvette C8, pilotado pelo jogador de basquete Tyrese Haliburton. O ator Adam Driver foi o responsável por dar a largada da prova.
O vencedor foi o norte-americano Josef Newgarden, da Penske, que superou o vencedor da edição anterior, Marcus Ericsson (Chip Ganassi Racing), ao ultrapassar o piloto sueco após a relargada. Com o resultado, Newgarden tornou-se o primeiro piloto a vencer após liderar a última volta desde a edição de 2011, e também a 19ª vitória da Penske em Indianápolis. Santino Ferrucci, da A. J. Foyt Enterprises, terminou em terceiro lugar. Entre os novatos, Benjamin Pedersen foi o mais bem posicionado, chegando em 21º lugar.
O mexicano Patricio O'Ward, da Arrow McLaren SP, foi o piloto que liderou mais voltas (39), mas abandonou após tocar no carro de Ericsson e bater no muro, sendo ainda atingido por Agustín Canapino (Juncos Hollinger Racing). Em sua despedida da IndyCar, o brasileiro Tony Kanaan terminou em 16º, atrás do compatriota Hélio Castroneves (Meyer Shank Racing).

## Pilotos inscritos
Além dos 25  pilotos que disputarão a temporada completa, inscreveram-se para a corrida outros 6 pilotos que participarão apenas das 500 Milhas (Marco Andretti, Tony Kanaan, Ryan Hunter-Reay<, Stefan Wilson, Katherine Legge e RC Enerson) e 2 que farão apenas provas em circuito oval (Ed Carpenter e Takuma Sato).
A equipe Paretta Autosport, que participou das provas de 2021 e 2022 com Simona de Silvestro, não conseguiu se inscrever para a prova.

## Treino classificatório
| 1               | 10 | Álex Palou          | Chip Ganassi Racing                                         | Honda     | 234,217   | 376,936 |          |          |          |          |          |          |          |
| 2               | 21 | Rinus VeeKay        | Ed Carpenter Racing                                         | Chevrolet | 234,211   | 376,926 |          |          |          |          |          |          |          |
| 3               | 6  | Felix Rosenqvist    | Arrow McLaren SP                                            | Chevrolet | 234,114   | 376,770 |          |          |          |          |          |          |          |
| 4               | 14 | Santino Ferrucci    | A. J. Foyt Enterprises                                      | Chevrolet | 233,661   | 376,041 |          |          |          |          |          |          |          |
| 5               | 5  | Patricio O'Ward     | Arrow McLaren SP                                            | Chevrolet | 233,158   | 375,231 |          |          |          |          |          |          |          |
| 6               | 9  | Scott Dixon W       | Chip Ganassi Racing                                         | Honda     | 233,151   | 375,220 |          |          |          |          |          |          |          |
| Posições 7–12   |    |                     |                                                             |           |           |         |          |          |          |          |          |          |          |
| 7               | 7  | Alexander Rossi W   | Arrow McLaren SP                                            | Chevrolet | 233,110   | 375,154 |          |          |          |          |          |          |          |
| 8               | 11 | Takuma Sato W       | Chip Ganassi Racing                                         | Honda     | 233,098   | 375,135 |          |          |          |          |          |          |          |
| 9               | 66 | Tony Kanaan W       | Arrow McLaren SP                                            | Chevrolet | 233,076   | 375,099 |          |          |          |          |          |          |          |
| 10              | 8  | Marcus Ericsson W   | Chip Ganassi Racing                                         | Honda     | 232,889   | 374,799 |          |          |          |          |          |          |          |
| 11              | 55 | Benjamin Pedersen R | A. J. Foyt Enterprises                                      | Chevrolet | 232,671   | 374,448 |          |          |          |          |          |          |          |
| 12              | 12 | Will Power W        | Team Penske                                                 | Chevrolet | 232,635   | 374,390 |          |          |          |          |          |          |          |
| Posições 13–30  |    |                     |                                                             |           |           |         |          |          |          |          |          |          |          |
| 13              | 33 | Ed Carpenter        | Ed Carpenter Racing                                         | Chevrolet | 232,689   | 374,477 |          |          |          |          |          |          |          |
| 14              | 3  | Scott McLaughlin    | Team Penske                                                 | Chevrolet | 232,677   | 374,457 |          |          |          |          |          |          |          |
| 15              | 27 | Kyle Kirkwood       | Andretti Autosport                                          | Honda     | 232,662   | 374,433 |          |          |          |          |          |          |          |
| 16              | 20 | Conor Daly          | Ed Carpenter Racing                                         | Chevrolet | 232,433   | 374,065 |          |          |          |          |          |          |          |
| 17              | 2  | Josef Newgarden     | Team Penske                                                 | Chevrolet | 232,402   | 374,015 |          |          |          |          |          |          |          |
| 18              | 23 | Ryan Hunter-Reay W  | Dreyer & Reinbold Racing                                    | Chevrolet | 232,133   | 373,582 |          |          |          |          |          |          |          |
| 19              | 28 | Romain Grosjean     | Andretti Autosport                                          | Honda     | 231,997   | 373,363 |          |          |          |          |          |          |          |
| 20              | 06 | Hélio Castroneves W | Meyer Shank Racing                                          | Honda     | 231,954   | 373,294 |          |          |          |          |          |          |          |
| 21              | 26 | Colton Herta        | Andretti Autosport w/ Curb-Agajanian                        | Honda     | 231,951   | 373,289 |          |          |          |          |          |          |          |
| 22              | 60 | Simon Pagenaud W    | Meyer Shank Racing                                          | Honda     | 231,878   | 373,171 |          |          |          |          |          |          |          |
| 23              | 18 | David Malukas       | Dale Coyne Racing w/ HMD Motorsports                        | Honda     | 231,769   | 372,996 |          |          |          |          |          |          |          |
| 24              | 98 | Marco Andretti      | Andretti-Herta Autosport w/ Marco Andretti & Curb-Agajanian | Honda     | 231,682   | 372,856 |          |          |          |          |          |          |          |
| 25              | 24 | Stefan Wilson       | Dreyer & Reinbold Racing w/ Cusick Motorsports              | Chevrolet | 231,648   | 372,801 |          |          |          |          |          |          |          |
| 26              | 29 | Devlin DeFrancesco  | Andretti-Steinbrenner Autosport                             | Honda     | 231,353   | 372,327 |          |          |          |          |          |          |          |
| 27              | 78 | Agustín Canapino R  | Juncos Hollinger Racing                                     | Chevrolet | 231,320   | 372,273 |          |          |          |          |          |          |          |
| 28              | 77 | Callum Ilott        | Juncos Hollinger Racing                                     | Chevrolet | 231,182   | 372,051 |          |          |          |          |          |          |          |
| 29              | 50 | RC Enerson R        | Abel Motorsports                                            | Chevrolet | 231,129   | 371,966 |          |          |          |          |          |          |          |
| 30              | 44 | Katherine Legge     | Rahal Letterman Lanigan Racing                              | Honda     | 231,070   | 371,871 | Bump Day | Bump Day | Bump Day | Bump Day | Bump Day | Bump Day | Bump Day |
| 31              | 45 | Christian Lundgaard | Rahal Letterman Lanigan Racing                              | Honda     | Sem tempo |         |          |          |          |          |          |          |          |
| 32              | 51 | Sting Ray Robb R    | Dale Coyne Racing w/ Rick Ware Racing                       | Honda     | Sem tempo |         |          |          |          |          |          |          |          |
| 33              | 30 | Jack Harvey         | Rahal Letterman Lanigan Racing                              | Honda     | Sem tempo |         |          |          |          |          |          |          |          |
| 34              | 15 | Graham Rahal        | Rahal Letterman Lanigan Racing                              | Honda     | Sem tempo |         |          |          |          |          |          |          |          |
| Official Report |    |                     |                                                             |           |           |         |          |          |          |          |          |          |          |

## Bump Day
| Pos.             | No.      | Piloto              | Equipe                                | Motor    | Vel.     | Vel.     |
| Bump Day         | Bump Day | Bump Day            | Bump Day                              | Bump Day | Bump Day | Bump Day |
| ---------------- | -------- | ------------------- | ------------------------------------- | -------- | -------- | -------- |
| 31               | 45       | Christian Lundgaard | Rahal Letterman Lanigan Racing        | Honda    | 229,649  | 369,584  |
| 32               | 51       | Sting Ray Robb R    | Dale Coyne Racing w/ Rick Ware Racing | Honda    | 229,549  | 369,423  |
| 33               | 30       | Jack Harvey         | Rahal Letterman Lanigan Racing        | Honda    | 229,166  | 368,807  |
| Não classificado |          |                     |                                       |          |          |          |
| 34               | 15       | Graham Rahal        | Rahal Letterman Lanigan Racing        | Honda    | 229,159  | 368,796  |
| Official Report  |          |                     |                                       |          |          |          |

## Resultado oficial
| Pos.            | Nº | Piloto              | Equipe                                                      | Motor             | Voltas Completadas | Tempo/Abandono              | Pit Stops | Classificação | Voltas Lideradas | Pontos |
| --------------- | -- | ------------------- | ----------------------------------------------------------- | ----------------- | ------------------ | --------------------------- | --------- | ------------- | ---------------- | ------ |
| 1               | 2  | Josef Newgarden     | Team Penske                                                 | Chevrolet Indy V6 | 200                | 2:58:21.9611                | 5         | 17            | 5                | 51     |
| 2               | 8  | Marcus Ericsson W   | Chip Ganassi Racing                                         | Honda             | 200                | +0.0974                     | 5         | 10            | 30               | 44     |
| 3               | 14 | Santino Ferrucci    | A. J. Foyt Enterprises                                      | Chevrolet Indy V6 | 200                | +0.5273                     | 5         | 4             | 11               | 45     |
| 4               | 10 | Álex Palou          | Chip Ganassi Racing                                         | Honda             | 200                | +0.7638                     | 6         | 1             | 36               | 45     |
| 5               | 7  | Alexander Rossi W   | Arrow McLaren SP                                            | Chevrolet Indy V6 | 200                | +0.9934                     | 5         | 7             | 4                | 37     |
| 6               | 9  | Scott Dixon W       | Chip Ganassi Racing                                         | Honda             | 200                | +1.4316                     | 5         | 6             | 0                | 35     |
| 7               | 11 | Takuma Sato W       | Chip Ganassi Racing                                         | Honda             | 200                | +1.5770                     | 6         | 8             | 2                | 32     |
| 8               | 20 | Conor Daly          | Ed Carpenter Racing                                         | Chevrolet Indy V6 | 200                | +1.8855                     | 5         | 16            | 0                | 24     |
| 9               | 26 | Colton Herta        | Andretti Autosport w/ Curb-Agajanian                        | Honda             | 200                | +2.2248                     | 6         | 21            | 1                | 23     |
| 10              | 21 | Rinus VeeKay        | Ed Carpenter Racing                                         | Chevrolet Indy V6 | 200                | +3.2648                     | 6         | 2             | 24               | 32     |
| 11              | 23 | Ryan Hunter-Reay W  | Dreyer & Reinbold Racing                                    | Chevrolet Indy V6 | 200                | +3.4223                     | 6         | 18            | 8                | 20     |
| 12              | 77 | Callum Ilott        | Juncos Hollinger Racing                                     | Chevrolet Indy V6 | 200                | +4.0470                     | 6         | 27            | 5                | 19     |
| 13              | 29 | Devlin DeFrancesco  | Andretti-Steinbrenner Autosport                             | Honda             | 200                | +4.7432                     | 5         | 25            | 0                | 17     |
| 14              | 3  | Scott McLaughlin    | Team Penske                                                 | Chevrolet Indy V6 | 200                | +5.0045                     | 6         | 14            | 0                | 16     |
| 15              | 06 | Hélio Castroneves W | Meyer Shank Racing                                          | Honda             | 200                | +5.4631                     | 7         | 20            | 1                | 16     |
| 16              | 66 | Tony Kanaan W       | Arrow McLaren SP                                            | Chevrolet Indy V6 | 200                | +5.7158                     | 7         | 9             | 0                | 18     |
| 17              | 98 | Marco Andretti      | Andretti-Herta Autosport w/ Marco Andretti & Curb-Agajanian | Honda             | 200                | +8.9800                     | 6         | 24            | 0                | 13     |
| 18              | 30 | Jack Harvey         | Rahal Letterman Lanigan Racing                              | Honda             | 199                | +1 volta                    | 7         | 32            | 0                | 12     |
| 19              | 45 | Christian Lundgaard | Rahal Letterman Lanigan Racing                              | Honda             | 198                | +2 voltas                   | 8         | 30            | 0                | 11     |
| 20              | 33 | Ed Carpenter        | Ed Carpenter Racing                                         | Chevrolet Indy V6 | 197                | Batida                      | 6         | 13            | 0                | 10     |
| 21              | 55 | Benjamin Pedersen R | A. J. Foyt Enterprises                                      | Chevrolet Indy V6 | 196                | Batida                      | 7         | 11            | 0                | 11     |
| 22              | 24 | Graham Rahal        | Dreyer & Reinbold Racing w/ Cusick Motorsports              | Chevrolet Indy V6 | 195                | +5 voltas                   | 6         | 33            | 0                | 8      |
| 23              | 12 | Will Power W        | Team Penske                                                 | Chevrolet Indy V6 | 195                | +5 voltas                   | 6         | 12            | 1                | 9      |
| 24              | 5  | Patricio O'Ward     | Arrow McLaren SP                                            | Chevrolet Indy V6 | 192                | Batida                      | 6         | 5             | 39               | 17     |
| 25              | 60 | Simon Pagenaud W    | Meyer Shank Racing                                          | Honda             | 192                | Batida                      | 5         | 22            | 0                | 5      |
| 26              | 78 | Agustín Canapino R  | Juncos Hollinger Racing                                     | Chevrolet Indy V6 | 192                | Colisão com Patricio O'Ward | 6         | 26            | 0                | 5      |
| 27              | 6  | Felix Rosenqvist    | Arrow McLaren SP                                            | Chevrolet Indy V6 | 183                | Batida                      | 5         | 3             | 33               | 16     |
| 28              | 27 | Kyle Kirkwood       | Andretti Autosport                                          | Honda             | 183                | Batida                      | 5         | 15            | 0                | 5      |
| 29              | 18 | David Malukas       | Dale Coyne Racing w/ HMD Motorsports                        | Honda             | 160                | Batida                      | 7         | 23            | 0                | 5      |
| 30              | 28 | Romain Grosjean     | Andretti Autosport                                          | Honda             | 149                | Batida                      | 4         | 19            | 0                | 5      |
| 31              | 51 | Sting Ray Robb R    | Dale Coyne Racing w/ Rick Ware Racing                       | Honda             | 90                 | Batida                      | 2         | 31            | 0                | 5      |
| 32              | 50 | RC Enerson R        | Abel Motorsports                                            | Chevrolet Indy V6 | 75                 | Problema mecânico           | 3         | 28            | 0                | 5      |
| 33              | 44 | Katherine Legge     | Rahal Letterman Lanigan Racing                              | Honda             | 41                 | Batida                      | 4         | 29            | 0                | 5      |
| Official Report |    |                     |                                                             |                   |                    |                             |           |               |                  |        |